# Liste von Terroranschlägen im Jahr 2002
Die Liste von Terroranschlägen im Jahr 2002 enthält eine unvollständige Auswahl von Terroranschlägen, die im Jahr 2002 passierten. Attentate werden gesondert in der Liste bekannter Attentate behandelt. Die Liste von Sprengstoffanschlägen listet auch nichtterroristische Anschläge. Die Liste von Flugzeugentführungen enthält eine Liste mit meist terroristischem Hintergrund. Im Artikel Rechtsterrorismus werden weitere terroristische Anschläge aufgezählt.

## Erläuterung
In der Spalte Politische Ausrichtung ist die politische bzw. weltanschauliche Einordnung der Täter angegeben: faschistisch, rassistisch, nationalistisch, nationalsozialistisch, sozialistisch, kommunistisch, antiimperialistisch, islamistisch (schiitisch, sunnitisch, deobandisch, salafistisch, wahhabitisch), hinduistisch. Bei vorrangig auf staatliche Unabhängigkeit oder Autonomie zielender Ausrichtung ist autonomistisch vorangestellt, gefolgt von der Region oder der Volksgruppe und ggf. weiteren Merkmalen der Täter: armenisch, irisch (katholisch), kurdisch, tirolisch, tschetschenisch, dagestanisch, punjabisch (sikhistisch), palästinensisch.
Die Opferzahlen der Anschläge werden farbig dargestellt:

Die Zahl bei den Anschlägen getöteter/verletzter Täter ist in Klammern ( ) gesetzt.

## Januar
| Datum/Beginn    | Betroffenes Land | Anschlag                   | Täter                     | Politische Ausrichtung | Mittel                              | Ziel                       | Tote   | Verletzte | Hintergrund                           |
| --------------- | ---------------- | -------------------------- | ------------------------- | --- | ----------------------------------- | -------------------------- | ------ | --------- | ------------------------------------- |
| 02. Januar 2002 | Indien           | Anschlag in Srinagar       | vermutlich Islamisten     | islamistisch | 3 Granaten                          | Zivilisten, Grenzsoldaten  | 1      | 20        | Aufstand in Kaschmir                  |
| 02. Januar 2002 | Indien           | Anschlag in Srinagar       |                           | | 3 Granaten                          | Zivilisten, Polizisten     | 0      | 29        | Aufstand in Kaschmir                  |
| 12. Januar 2002 | Spanien          | Anschlag in Bilbao         | ETA                       | autonomistisch, baskisch-nationalistisch, marxistisch-leninistisch                                                                                | Autobombe                           | Zivilisten                 | 0      | 2         | Baskischer Konflikt                   |
| 17. Januar 2002 | Israel           | Anschlag in Chadera        | al-Aqsa-Märtyrerbrigaden  | palästinensisch-nationalistisch, antizionistisch, sozialistisch                                                                                   | Automatische Schusswaffen, Granaten | Ballsaal                   | 5 (+1) | 24 (+1)   | Israelisch-Palästinensischer Konflikt |
| 22. Januar 2002 | Indien           | Anschlag in Kalkutta       | Harkat-ul-Dschihad Islami | islamistisch | Automatische Schusswaffen           | Polizisten                 | 5      | 20        | Aufstand in Kaschmir                  |
| 25. Januar 2002 | Israel           | Anschlag in Tel Aviv-Jaffa | Hamas                     | palästinensisch-nationalistisch, sunnitisch-islamistisch, islamisch-nationalistisch, islamisch-fundamentalistisch, antizionistisch, antisemitisch | Selbstmordattentäter                | Bushaltestelle, Zivilisten | 0 (+1) | 25        | Israelisch-Palästinensischer Konflikt |
| 25. Januar 2002 | Kolumbien        | Anschlag in Bogotá         | vermutlich FARC-EP        | marxistisch-leninistisch, links-nationalistisch                                                                                                   | Sprengsatz auf Fahrrad              |                            | 5      | 28        | Bewaffneter Konflikt in Kolumbien     |

## Februar
| Datum/Beginn     | Betroffenes Land                  | Anschlag                    | Täter                  | Politische Ausrichtung         | Mittel                      | Ziel                                      | Tote   | Verletzte | Hintergrund                           |
| ---------------- | --------------------------------- | --------------------------- | ---------------------- | ------------------------------ | --------------------------- | ----------------------------------------- | ------ | --------- | ------------------------------------- |
| 06. Februar 2002 | Uganda                            | Anschlag nahe Kotido        | Karamojong-Extremisten |                                | Schusswaffen                | Techniker                                 | 2      | 2         |                                       |
| 16. Februar 2002 | Palästinensische Autonomiegebiete | Anschlag in Karnei Schomron | PFLP                   | autonomistisch-palästinensisch | Selbstmordattentäter        | Pizzeria, Israelische Zivilisten          | 2 (+1) | 20        | Israelisch-Palästinensischer Konflikt |
| 17. Februar 2002 | Nepal                             | Anschlag in Mangalsen       | vermutlich Maoisten    | maoistisch                     | Schusswaffen, Brandstiftung | Regierungsgebäude, Polizisten, Zivilisten | 102    |           | Nepalesischer Bürgerkrieg             |
| 17. Februar 2002 | Nepal                             | Anschlag in Fernwest        | vermutlich Maoisten    | maoistisch                     | Schusswaffen                | Flughafen                                 | 27     |           | Nepalesischer Bürgerkrieg             |

## März
| Datum/Beginn  | Betroffenes Land                  | Anschlag                   | Täter                             | Politische Ausrichtung | Mittel                              | Ziel                     | Tote    | Verletzte | Hintergrund                           |
| ------------- | --------------------------------- | -------------------------- | --------------------------------- | --- | ----------------------------------- | ------------------------ | ------- | --------- | ------------------------------------- |
| 02. März 2002 | Israel                            | Anschlag in Jerusalem      | al-Aqsa-Märtyrerbrigaden          | palästinensisch-nationalistisch, antizionistisch, sozialistisch                                                                                   | Selbstmordattentäter                | Zivilisten               | 10 (+1) | 60        | Israelisch-Palästinensischer Konflikt |
| 05. März 2002 | Israel                            | Anschlag in Tel Aviv-Jaffa | al-Aqsa-Märtyrerbrigaden          | palästinensisch-nationalistisch, antizionistisch, sozialistisch                                                                                   | Sturmgewehr, Messer                 | Restaurant, Zivilisten   | 3 (+1)  | 40        | Israelisch-Palästinensischer Konflikt |
| 07. März 2002 | Palästinensische Autonomiegebiete | Anschlag im Gazastreifen   | Hamas                             | palästinensisch-nationalistisch, sunnitisch-islamistisch, islamisch-nationalistisch, islamisch-fundamentalistisch, antizionistisch, antisemitisch | Schusswaffe, Granaten               | Zivilisten               | 5 (+1)  | 24        | Israelisch-Palästinensischer Konflikt |
| 09. März 2002 | Israel                            | Anschlag in Jerusalem      | al-Aqsa-Märtyrerbrigaden          | palästinensisch-nationalistisch, antizionistisch, sozialistisch                                                                                   | Selbstmordattentäter                | Café, Zivilisten         | 11 (+1) | 50        | Israelisch-Palästinensischer Konflikt |
| 09. März 2002 | Israel                            | Anschlag in Netanja        | al-Aqsa-Märtyrerbrigaden          | palästinensisch-nationalistisch, antizionistisch, sozialistisch                                                                                   | Automatische Schusswaffen, Granaten | Hotel, Zivilisten        | 1 (+2)  | 37        | Israelisch-Palästinensischer Konflikt |
| 17. März 2002 | Pakistan                          | Anschlag in Islamabad      | vermutlich al-Qaida               | salafistisch, wahhabitisch, panislamisch, antikommunistisch, antizionistisch, antisemitisch                                                       | Granaten                            | Kirche                   | 5       | 46        |                                       |
| 20. März 2002 | Israel                            | Anschlag in Haifa          | Islamischer Dschihad in Palästina | palästinensisch-nationalistisch, islamisch-nationalistisch, islamistisch, antizionistisch                                                         | Selbstmordattentäter                | Bus, Zivilisten          | 7 (+1)  | 29        | Israelisch-Palästinensischer Konflikt |
| 20. März 2002 | Peru                              | Anschlag in Lima           | vermutlich Leuchtender Pfad       | marxistisch-leninistisch-maoistisch | Autobombe                           | US-Botschaft             | 9       | 32        | Bewaffneter Konflikt in Peru          |
| 21. März 2002 | Israel                            | Anschlag in Jerusalem      | al-Aqsa-Märtyrerbrigaden          | palästinensisch-nationalistisch, antizionistisch, sozialistisch                                                                                   | Selbstmordattentäter                | Zivilisten               | 3 (+1)  | 60        | Israelisch-Palästinensischer Konflikt |
| 22. März 2002 | Indien                            | Anschlag in Shopian        |                                   | | Granaten                            | Markt                    | 0       | 35        | Aufstand in Kaschmir                  |
| 23. März 2002 | Indien                            | Anschlag in Srinagar       |                                   | | Granate                             | Zivilisten, Polizisten   | 2       | 22        | Aufstand in Kaschmir                  |
| 27. März 2002 | Israel                            | Anschlag in Netanja        | Hamas                             | palästinensisch-nationalistisch, sunnitisch-islamistisch, islamisch-nationalistisch, islamisch-fundamentalistisch, antizionistisch, antisemitisch | Selbstmordattentäter                | Hotel, Zivilisten        | 30 (+1) | 140       | Israelisch-Palästinensischer Konflikt |
| 29. März 2002 | Israel                            | Anschlag in Jerusalem      | al-Aqsa-Märtyrerbrigaden          | palästinensisch-nationalistisch, antizionistisch, sozialistisch                                                                                   | Selbstmordattentäterin              | Supermarkt, Zivilisten   | 2 (+1)  | 20        | Israelisch-Palästinensischer Konflikt |
| 29. März 2002 | Nepal                             | Anschlag in Kathmandu      | vermutlich Maoisten               | maoistisch | Sprengsatz                          | Brücke, Zivilisten       | 0       | 20        | Nepalesischer Bürgerkrieg             |
| 30. März 2002 | Israel                            | Anschlag in Tel Aviv-Jaffa | al-Aqsa-Märtyrerbrigaden          | palästinensisch-nationalistisch, antizionistisch, sozialistisch                                                                                   | Selbstmordattentäter                | Café, Zivilisten         | 0 (+1)  | 32        | Israelisch-Palästinensischer Konflikt |
| 30. März 2002 | Indien                            | Anschlag in Jammu          | Islamic Front                     | | Sturmgewehre, Granaten              | Hindu-Tempel, Zivilisten | 8 (+2)  | 20        | Aufstand in Kaschmir                  |
| 31. März 2002 | Israel                            | Anschlag in Haifa          | Hamas                             | palästinensisch-nationalistisch, sunnitisch-islamistisch, islamisch-nationalistisch, islamisch-fundamentalistisch, antizionistisch, antisemitisch | Selbstmordattentäter                | Restaurant, Zivilisten   | 14 (+1) | 35        | Israelisch-Palästinensischer Konflikt |

## April
| Datum/Beginn   | Betroffenes Land | Anschlag                      | Täter                               | Politische Ausrichtung                                                                      | Mittel                                                | Ziel                              | Tote      | Verletzte | Hintergrund                           |
| -------------- | ---------------- | ----------------------------- | ----------------------------------- | ------------------------------------------------------------------------------------------- | ----------------------------------------------------- | --------------------------------- | --------- | --------- | ------------------------------------- |
| 01. April 2002 | Pakistan         | Anschlag in Chaman            |                                     |                                                                                             | Granate                                               | Moschee, Muslimische Zivilisten   | 2         | 35        |                                       |
| 01. April 2002 | Algerien         | Anschlag in Saida             | vermutlich GSPC                     | salafistisch                                                                                | Automatische Schusswaffen                             | Sicherheitskräfte                 | 21        | 0         |                                       |
| 03. April 2002 | Indonesien       | Anschlag in Ambon             |                                     |                                                                                             | Autobombe                                             | Zivilisten                        | 4         | 58        |                                       |
| 07. April 2002 | Kolumbien        | Anschlag in Villavicencio     | vermutlich FARC-EP                  | marxistisch-leninistisch, links-nationalistisch                                             | Sprengsatz, Autobombe                                 | Zivilisten                        | 12        | 70        | Bewaffneter Konflikt in Kolumbien     |
| 08. April 2002 | Afghanistan      | Anschlag in Dschalalabad      | al-Qaida                            | salafistisch, wahhabitisch, panislamisch, antikommunistisch, antizionistisch, antisemitisch | Autobombe                                             | Verteidigungsminister, Zivilisten | 10        | 80        | Krieg in Afghanistan                  |
| 11. April 2002 | Tunesien         | Anschläge von Djerba          | al-Qaida                            | salafistisch, wahhabitisch, panislamisch, antikommunistisch, antizionistisch, antisemitisch | Selbstmordattentäter mit mit Flüssiggas beladenem Lkw | Synagoge, Touristen               | 19 (+1)   | 30+       | Aufstand im Maghreb seit 2002         |
| 11. April 2002 | Nepal            | Anschlag nahe Satbariya       | Maoisten                            | maoistisch                                                                                  | Schusswaffen                                          | Zivilisten, Soldaten              | 108 (+62) |           | Nepalesischer Bürgerkrieg             |
| 12. April 2002 | Israel           | Anschlag in Jerusalem         | vermutlich al-Aqsa-Märtyrerbrigaden | palästinensisch-nationalistisch, antizionistisch, sozialistisch                             | Selbstmordattentäter                                  | Zivilisten                        | 6 (+1)    | 50        | Israelisch-Palästinensischer Konflikt |
| 15. April 2002 | Thailand         | Anschlag in Mae Sot           | vermutlich Karen National Union     | autonomistisch                                                                              | Haftbombe                                             | Zivilisten                        | 7         | 27        |                                       |
| 15. April 2002 | Myanmar          | Anschlag in Myawaddy          | vermutlich Karen National Union     | autonomistisch, karen-nationalistisch, föderalistisch                                       | Sprengsatz                                            | Zivilisten                        | 4         | 29        | Bewaffnete Konflikte in Myanmar       |
| 21. April 2002 | Philippinen      | Anschlag in General Santos    | Abu Sajaf                           | islamistisch, islamisch-fundamentalistisch                                                  | 2 Sprengsätze                                         | Einkaufszentrum, Zivilisten       | 14        | 45        | Moro-Konflikt                         |
| 25. April 2002 | Indien           | Anschlag in Jammu und Kashmir |                                     |                                                                                             | Sprengsatz                                            | Bus                               | 1         | 21        | Aufstand in Kaschmir                  |
| 25. April 2002 | Pakistan         | Anschlag in Punjab            |                                     |                                                                                             | Sprengsatz                                            | Moschee                           | 12        | 20        |                                       |
| 26. April 2002 | Sudan            | Anschlag in Eastern Equatoria | LRA                                 | christlich                                                                                  | Schusswaffen                                          | Beerdigung                        | 60        | 0         | LRA-Konflikt                          |
| 28. April 2002 | Russland         | Anschlag in Wladikawkas       |                                     |                                                                                             | Sprengsatz                                            | Markt                             | 9         | 34        | Zweiter Tschetschenienkrieg           |

## Mai
| Datum/Beginn | Betroffenes Land | Anschlag                       | Täter                                    | Politische Ausrichtung | Mittel                                 | Ziel                                  | Tote    | Verletzte | Hintergrund                           |
| ------------ | ---------------- | ------------------------------ | ---------------------------------------- | --- | -------------------------------------- | ------------------------------------- | ------- | --------- | ------------------------------------- |
| 01. Mai 2002 | Spanien          | Anschlag in Madrid             | ETA                                      | autonomistisch, baskisch-nationalistisch, marxistisch-leninistisch                                                                                | Autobombe                              | Stadion                               | 0       | 17        | Baskischer Konflikt                   |
| 01. Mai 2002 | Algerien         | Anschlag in Tiaret             | vermutlich GIA                           | salafistisch, wahhabitisch | Schusswaffen                           | Zivilisten                            | 31      | 5         |                                       |
| 02. Mai 2002 | Kolumbien        | Anschlag in Bojayá             | FARC-EP                                  | marxistisch-leninistisch, links-nationalistisch                                                                                                   | Mörser                                 | Kirche                                | 119     | 80        | Bewaffneter Konflikt in Kolumbien     |
| 07. Mai 2002 | Israel           | Anschlag in Rischon LeZion     | vermutlich Hamas                         | palästinensisch-nationalistisch, sunnitisch-islamistisch, islamisch-nationalistisch, islamisch-fundamentalistisch, antizionistisch, antisemitisch | Selbstmordattentäter                   | Lokal                                 | 14 (+1) | 58        | Israelisch-Palästinensischer Konflikt |
| 07. Mai 2002 | Nepal            | Anschlag in Rolpa              | vermutlich Maoisten                      | maoistisch |                                        | Polizisten, Soldaten                  | 140     |           | Nepalesischer Bürgerkrieg             |
| 08. Mai 2002 | Sudan            | Anschläge in Eastern Equatoria | LRA                                      | christlich | Schusswaffen, Brandstiftung            | Dörfer, Zivilisten                    | 470     |           | LRA-Konflikt                          |
| 08. Mai 2002 | Pakistan         | Anschlag in Karatschi          | vermutlich al-Qaida                      | salafistisch, wahhabitisch, panislamisch, antikommunistisch, antizionistisch, antisemitisch                                                       | Selbstmordattentäter mit Autobombe     | Soldaten                              | 13 (+1) | 20        |                                       |
| 09. Mai 2002 | Russland         | Anschlag in Samoskworetschje   | vermutlich Tschetschenische Separatisten | autonomistisch-tschetschenisch | Sprengsatz                             | Militärparade                         | 43+     | 130+      | Zweiter Tschetschenienkrieg           |
| 11. Mai 2002 | USA              | Midwest-Paketbomben-Anschläge  | Luke Helder                              | antiimperialistisch, linksextremistisch | Paketbomben                            | Zivilisten, Briefkästen               | 0       | 6         |                                       |
| 13. Mai 2002 | Spanien          | Anschlag in Barcelona          |                                          | | Sprengstoff                            | Geldautomat                           | 0       | 2         | Baskischer Konflikt                   |
| 14. Mai 2002 | Indien           | Anschlag in Jammu              |                                          | | Automatische Schusswaffen              | Militärstützpunkt, Bus                | 31 (+3) | 45        | Aufstand in Kaschmir                  |
| 22. Mai 2002 | Israel           | Anschlag in Rischon LeZion     | al-Aqsa-Märtyrerbrigaden                 | palästinensisch-nationalistisch, antizionistisch, sozialistisch                                                                                   | Selbstmordattentäter                   | Zivilisten                            | 3 (+1)  | 40        | Israelisch-Palästinensischer Konflikt |
| 23. Mai 2002 | Simbabwe         | Anschlag in Nyazura            |                                          | | Mit Pestiziden verseuchter Tee         | Mitglieder einer apostolischen Kirche | 7       | 47        |                                       |
| 23. Mai 2002 | Israel           | Pi-Glilot-Anschlag             | Hamas                                    | palästinensisch-nationalistisch, sunnitisch-islamistisch, antizionistisch, antisemitisch                                                          | Sprengsatz                             | Treibstofflager                       | 0       | 0         | Zweite Intifada                       |
| 23. Mai 2002 | Spanien          | Anschlag in Pamplona           | ETA                                      | autonomistisch, baskisch-nationalistisch, marxistisch-leninistisch                                                                                | Autobombe                              | Universität                           | 0       | 2         | Baskischer Konflikt                   |
| 27. Mai 2002 | Israel           | Anschlag in Petach Tikwa       | al-Aqsa-Märtyrerbrigaden                 | palästinensisch-nationalistisch, antizionistisch, sozialistisch                                                                                   | Selbstmordattentäter                   | Zivilisten                            | 2 (+1)  | 50        | Israelisch-Palästinensischer Konflikt |
| 29. Mai 2002 | Algerien         | Anschlag in Chlef              | vermutlich GIA                           | salafistisch, wahhabitisch | Schuss- und Stichwaffen, Brandstiftung | Zivilisten                            | 27      | 0         |                                       |

## Juni
| Datum/Beginn  | Betroffenes Land                  | Anschlag                | Täter                              | Politische Ausrichtung | Mittel                             | Ziel                         | Tote    | Verletzte | Hintergrund                           |
| ------------- | --------------------------------- | ----------------------- | ---------------------------------- | --- | ---------------------------------- | ---------------------------- | ------- | --------- | ------------------------------------- |
| 01. Juni 2002 | Kolumbien                         | Anschlag in Chigorodó   | FARC-EP                            | marxistisch-leninistisch, links-nationalistisch                                                                                                   | Sprengsatz                         | Apartmenthaus                | 9       | 23        | Bewaffneter Konflikt in Kolumbien     |
| 05. Juni 2002 | Israel                            | Anschlag in Megiddo     | Islamischer Dschihad in Palästina  | palästinensisch-nationalistisch, islamisch-nationalistisch, islamistisch, antizionistisch                                                         | Selbstmordattentäter mit Autobombe | Zivilisten                   | 16 (+1) | 40        | Israelisch-Palästinensischer Konflikt |
| 08. Juni 2002 | Simbabwe                          | Anschlag in Buhera      | MDC-T                              | sozialdemokratisch, links-nationalistisch | Brandstiftung, körperliche Gewalt  | Geschäft                     | 0       | 1         |                                       |
| 11. Juni 2002 | Israel                            | Anschlag in Herzlia     | al-Aqsa-Märtyrerbrigaden           | palästinensisch-nationalistisch, islamisch-nationalistisch, islamistisch, antizionistisch                                                         | Selbstmordattentäter               | Restaurant                   | 1 (+1)  | 15        |                                       |
| 14. Juni 2002 | Pakistan                          | Anschlag in Karatschi   | vermutlich Lashkar-e-Omar          | islamisch-fundamentalistisch | Selbstmordattentäter               | US-Botschaft                 | 11 (+1) | 51        |                                       |
| 17. Juni 2002 | Israel                            | Anschlag in Jerusalem   | Hamas                              | palästinensisch-nationalistisch, sunnitisch-islamistisch, islamisch-nationalistisch, islamisch-fundamentalistisch, antizionistisch, antisemitisch | Selbstmordattentäter               | Bus, Zivilisten              | 18 (+1) | 48        | Israelisch-Palästinensischer Konflikt |
| 19. Juni 2002 | Palästinensische Autonomiegebiete | Anschlag in Jerusalem   | Hamas                              | palästinensisch-nationalistisch, sunnitisch-islamistisch, islamisch-nationalistisch, islamisch-fundamentalistisch, antizionistisch, antisemitisch | Selbstmordattentäter               | Zivilisten                   | 6 (+1)  | 37        | Israelisch-Palästinensischer Konflikt |
| 21. Juni 2002 | Spanien                           | Anschlag in Fuengirola  | ETA                                | autonomistisch, baskisch-nationalistisch, marxistisch-leninistisch                                                                                | Autobombe                          | Touristen                    | 0       | 3         | Baskischer Konflikt                   |
| 21. Juni 2002 | Algerien                          | Anschlag in Ech Cheliff | vermutlich GIA                     | salafistisch, wahhabitisch | Sprengsätze                        | Markt, Park, Zivilisten      | 4       | 28        |                                       |
| 22. Juni 2002 | Spanien                           | Anschlag in Santander   | ETA                                | autonomistisch, baskisch-nationalistisch, marxistisch-leninistisch                                                                                | Sprengstoff                        | Regierungsgebäude, Touristen | 0       | 1         | Baskischer Konflikt                   |
| 22. Juni 2002 | Spanien                           | Anschlag in Saragossa   | ETA                                | autonomistisch, baskisch-nationalistisch, marxistisch-leninistisch                                                                                | Autobombe                          | Touristen                    | 0       | 3         | Baskischer Konflikt                   |
| 27. Juni 2002 | Indien                            | Anschlag in Anantnag    | vermutlich Muslimische Extremisten | | Granate                            | Markt                        | 2       | 25        | Aufstand in Kaschmir                  |
| 27. Juni 2002 | Afghanistan                       | Anschlag in Kandahar    | al-Qaida                           | salafistisch, wahhabitisch, panislamisch, antikommunistisch, antizionistisch, antisemitisch                                                       | Rakete                             | Munitionslager               | 19      | 24        | Krieg in Afghanistan                  |

## Juli
| Datum/Beginn  | Betroffenes Land | Anschlag                   | Täter                             | Politische Ausrichtung | Mittel                 | Ziel        | Tote   | Verletzte | Hintergrund                           |
| ------------- | ---------------- | -------------------------- | --------------------------------- | --- | ---------------------- | ----------- | ------ | --------- | ------------------------------------- |
| 05. Juli 2002 | Algerien         | Anschlag in Larbaa         | Groupe Islamique Armé             | islamistisch | Sprengsatz             | Markt       | 35     |           |                                       |
| 12. Juli 2002 | Indien           | Anschlag in Jammu          | Laschkar-e Taiba                  | salafistisch | Schusswaffen           | Zivilisten  | 27     | 35        | Aufstand in Kaschmir                  |
| 17. Juli 2002 | Israel           | Anschlag in Tel Aviv-Jaffa | Islamischer Dschihad in Palästina | palästinensisch-nationalistisch, islamisch-nationalistisch, islamistisch, antizionistisch                                                         | 2 Selbstmordattentäter | Zivilisten  | 3 (+2) | 40        | Israelisch-Palästinensischer Konflikt |
| 24. Juli 2002 | Indien           | Anschlag in Anantnag       |                                   | | Granate                | Polizisten  | 0      | 20        | Aufstand in Kaschmir                  |
| 27. Juli 2002 | Indonesien       | Anschlag in Ambon          |                                   | | Sprengsatz             | Zivilisten  | 0      | 21        |                                       |
| 31. Juli 2002 | Israel           | Anschlag in Jerusalem      | Hamas                             | palästinensisch-nationalistisch, sunnitisch-islamistisch, islamisch-nationalistisch, islamisch-fundamentalistisch, antizionistisch, antisemitisch | Sprengstoff            | Universität | 7      | 80        | Israelisch-Palästinensischer Konflikt |

## August
| Datum/Beginn    | Betroffenes Land | Anschlag                           | Täter                                        | Politische Ausrichtung | Mittel                                           | Ziel                         | Tote    | Verletzte | Hintergrund                           |
| --------------- | ---------------- | ---------------------------------- | -------------------------------------------- | --- | ------------------------------------------------ | ---------------------------- | ------- | --------- | ------------------------------------- |
| 04. August 2002 | Spanien          | Anschlag nahe Alicante             | ETA                                          | autonomistisch, baskisch-nationalistisch, marxistisch-leninistisch                                                                                | Autobombe                                        | Polizeikaserne               | 2       | 30        | Baskischer Konflikt                   |
| 04. August 2002 | Israel           | Anschlag in Haifa                  | Hamas                                        | palästinensisch-nationalistisch, sunnitisch-islamistisch, islamisch-nationalistisch, islamisch-fundamentalistisch, antizionistisch, antisemitisch | Sprengstoff                                      | Bus, israelische Zivilisten  | 10      | 40        | Israelisch-Palästinensischer Konflikt |
| 05. August 2002 | Uganda           | Anschlag nahe Kitgum               | LRA                                          | christlich | Schusswaffen, Sprengstoff, Panzer, Brandstiftung | Flüchtlingslager             | 45 (+4) |           | LRA-Konflikt                          |
| 06. August 2002 | Indien           | Anschlag in Pahalgam               | Laschkar-e Taiba                             | salafistisch | Schusswaffen, Sprengsätze                        | Pilgerlager                  | 6 (+2)  | 20        | Aufstand in Kaschmir                  |
| 06. August 2002 | Indien           | Anschlag in Jammu und Kashmir      | Al-Mansoorian                                | | Schusswaffen, Granaten                           | Militärposten                | 6 (+1)  | 23        | Aufstand in Kaschmir                  |
| 07. August 2002 | Kolumbien        | Anschlag in Bogotá                 | FARC-EP                                      | marxistisch-leninistisch, links-nationalistisch                                                                                                   | 4 Sprengsätze                                    | Parlament, Präsidentenpalast | 14      | 69        | Bewaffneter Konflikt in Kolumbien     |
| 09. August 2002 | Pakistan         | Anschlag in Taxila                 | vermutlich Al-Intiqami al-Pakistani          | | Granate                                          | Christliches Krankenhaus     | 3 (+1)  | 20        |                                       |
| 09. August 2002 | Afghanistan      | Anschlag nahe Dschalalabad         |                                              | | Sprengstoff                                      | Lagerhaus                    | 20      | 80        | Krieg in Afghanistan                  |
| 13. August 2002 | Indien           | Anschlag in Jammu und Kashmir      |                                              | | Rakete, Schusswaffen                             | Militärbus                   | 4       | 23        | Aufstand in Kaschmir                  |
| 13. August 2002 | Indien           | Anschlag in Jammu und Kashmir      |                                              | | Granate                                          | Sicherheitspatrouille        | 1       | 21        | Aufstand in Kaschmir                  |
| 13. August 2002 | Indien           | Anschlag in Meghalaya              | NDFB, ULFA, Achik National Volunteer Council | autonomistisch, bodo-nationalistisch, assamesisch-nationalistisch, marxistisch, sozialistisch                                                     | Automatische Schusswaffe(n)                      | Lastwagen, Zivilisten        | 12      | 20        | Aufstand im Nordosten Indiens         |
| 15. August 2002 | Algerien         | Anschlag in Chlef                  | GIA                                          | salafistisch, wahhabitisch | Stichwaffen                                      | Zivilisten                   | 26      | 0         |                                       |
| 25. August 2002 | Republik Kongo   | Anschlag in Pool                   |                                              | | Landmine                                         | Güterzug                     | 12      | 30        |                                       |
| 26. August 2002 | Spanien          | Anschlag in Donostia-San Sebastián |                                              | |                                                  | Bus                          | 0       | 1         |                                       |

## September
| Datum/Beginn       | Betroffenes Land | Anschlag                   | Täter                         | Politische Ausrichtung                                                                      | Mittel                      | Ziel                                       | Tote    | Verletzte | Hintergrund                           |
| ------------------ | ---------------- | -------------------------- | ----------------------------- | ------------------------------------------------------------------------------------------- | --------------------------- | ------------------------------------------ | ------- | --------- | ------------------------------------- |
| 05. September 2002 | Afghanistan      | Anschlag in Kabul          | vermutlich al-Qaida           | salafistisch, wahhabitisch, panislamisch, antikommunistisch, antizionistisch, antisemitisch | Sprengsatz, Autobombe       | Markt                                      | 10      | 65        | Krieg in Afghanistan                  |
| 11. September 2002 | Äthiopien        | Anschlag in Addis Abeba    |                               |                                                                                             | Sprengstoff                 | Hotel                                      | 1       | 37        |                                       |
| 15. September 2002 | Indonesien       | Anschlag in Maluku Utara   |                               |                                                                                             | Schusswaffen, Brandstiftung | Kirchen, Moscheen, Wohngebäude, Zivilisten | 2       | 36        |                                       |
| 19. September 2002 | Israel           | Anschlag in Tel Aviv-Jaffa |                               |                                                                                             | Selbstmordattentäter        | Passagierbus, Zivilisten                   | 5 (+1)  | 50        | Israelisch-Palästinensischer Konflikt |
| 24. September 2002 | Indien           | Anschlag in Gandhinagar    |                               |                                                                                             | Sturmgewehre, Handgranaten  | Hindu-Tempel                               | 31 (+2) | 70        | Aufstand in Kaschmir                  |
| 24. September 2002 | Spanien          | Anschlag im Baskenland     |                               |                                                                                             | Sprengfalle                 | Polizisten                                 | 1       | 1         | Baskischer Konflikt                   |
| 25. September 2002 | Guyana           | Anschlag nahe Georgetown   |                               |                                                                                             | Automatische Schusswaffen   | Bar                                        | 4       | 6         |                                       |
| 28. September 2002 | Bangladesch      | Anschlag in Satkhira       | Islamic Shashantantra Andolon |                                                                                             | Sprengsätze                 | Kino, Zirkus                               | 3       | 125       |                                       |

## Oktober
| Datum/Beginn     | Betroffenes Land | Anschlag                        | Täter                                                                                          | Politische Ausrichtung                                                                    | Mittel                                      | Ziel                                                                         | Tote      | Verletzte | Hintergrund                           |
| ---------------- | ---------------- | ------------------------------- | ---------------------------------------------------------------------------------------------- | ----------------------------------------------------------------------------------------- | ------------------------------------------- | ---------------------------------------------------------------------------- | --------- | --------- | ------------------------------------- |
| 02. Oktober 2002 | Philippinen      | Anschlag in Zamboanga City      | vermutlich Abu Sajaf                                                                           | islamistisch, islamisch-fundamentalistisch                                                | Motorradbombe                               | Restaurant                                                                   | 3         | 25        | Moro-Konflikt                         |
| 06. Oktober 2002 | Luxemburg        | Anschlag auf das Schiff Limburg | al-Qaida                                                                                       | islamistisch                                                                              | Sprengstoff in/an Fahrzeug                  | Schiff (Öltanker)                                                            | 1         | 12        |                                       |
| 11. Oktober 2002 | Russland         | Anschlag in Grosny              | vermutlich Tschetschenische Rebellen                                                           |                                                                                           | Sprengstoff                                 | Polizeistation                                                               | 24        |           | Zweiter Tschetschenienkrieg           |
| 12. Oktober 2002 | Indonesien       | Anschlag von Bali               | Jemaah Islamiyah                                                                               | islamistisch                                                                              | 2 Selbstmordattentäter, einer mit Autobombe | US-Konsulat, Touristen in Lokalen                                            | 202 (+2)  | 209       |                                       |
| 12. Oktober 2002 | Uganda           | Anschlag in Agago               | LRA                                                                                            | christlich                                                                                | Macheten, Äxte, Keulen, Brandstiftung       | Dorf, Zivilisten                                                             | 52        |           | LRA-Konflikt                          |
| 12. Oktober 2002 | Spanien          | Anschlag in Navarra             | vermutlich ETA                                                                                 | autonomistisch, baskisch-nationalistisch, marxistisch-leninistisch                        | Granaten                                    | Polizeikaserne                                                               | 0         | 2         | Baskischer Konflikt                   |
| 17. Oktober 2002 | Philippinen      | Anschlag in Zamboanga City      | vermutlich Abu Sajaf                                                                           | islamistisch, islamisch-fundamentalistisch                                                | 2 Sprengsätze                               | Einkaufszentren                                                              | 6         | 150+      | Moro-Konflikt                         |
| 22. Oktober 2002 | Israel           | Anschlag in Haifa               | Islamischer Dschihad in Palästina                                                              | palästinensisch-nationalistisch, islamisch-nationalistisch, islamistisch, antizionistisch | 2 Selbstmordattentäter mit Autobombe        | Passagierbus, Zivilisten                                                     | 14 (+2)   | 50        | Israelisch-Palästinensischer Konflikt |
| 22. Oktober 2002 | Kolumbien        | Anschlag in Bogotá              | vermutlich FARC-EP                                                                             | marxistisch-leninistisch, links-nationalistisch                                           | Autobombe                                   | Polizeistation                                                               | 7         | 24        | Bewaffneter Konflikt in Kolumbien     |
| 23. Oktober 2002 | Russland         | Anschlag in Moskau              | Rijadus-Salichin, Islamic International Peacekeeping Brigade, Special Purpose Islamic Regiment | autonomistisch-tschetschenisch, islamistisch                                              | Geiselnahme                                 | Theater                                                                      | 133 (+40) | 700+      | Zweiter Tschetschenienkrieg           |
| 27. Oktober 2002 | Indien           | Anschlag in Assam               | NDFB                                                                                           | autonomistisch, bodo-nationalistisch, marxistisch, sozialistisch                          | Schusswaffen                                | Dorf                                                                         | 22        | 12        | Aufstand im Nordosten Indiens         |
| 27. Oktober 2002 | Westjordanland   | Anschlag in Ariel               | Al-Aqsa-Märtyrerbrigaden                                                                       | palästinensisch-nationalistisch, islamisch-nationalistisch, islamistisch, antizionistisch | Selbstmordattentäter                        | Tankstelle und Fast-Food-Restaurant                                          | 3 (+1)    | 18        | Israelisch-Palästinensischer Konflikt |
| 30. Oktober 2002 | Südafrika        | Bombenanschläge in Soweto       | Boeremag                                                                                       | rechtsradikal, rassistisch                                                                | 9 Sprengsätze                               | Tankstelle, Moschee, buddhistischer Tempel, Bahnanlagen sowie Nelson Mandela | 1         |           | Apartheid                             |

## November
| Datum/Beginn      | Betroffenes Land | Anschlag                      | Täter                                          | Politische Ausrichtung | Mittel                 | Ziel                                    | Tote    | Verletzte | Hintergrund                           |
| ----------------- | ---------------- | ----------------------------- | ---------------------------------------------- | --- | ---------------------- | --------------------------------------- | ------- | --------- | ------------------------------------- |
| 04. November 2002 | Israel           | Anschlag in Kfar Saba         | Jerusalem Groups Hebrew (Qvutzot Yerushalayim) | | Selbstmordattentäter   | Einkaufszentrum, Israelische Zivilisten | 2 (+1)  | 40        | Israelisch-Palästinensischer Konflikt |
| 14. November 2002 | Nepal            | Anschlag nahe Bhimeshwar      | vermutlich Maoisten                            | maoistisch | Landmine               | Passagierbus                            | 2       | 22        | Nepalesischer Bürgerkrieg             |
| 21. November 2002 | Israel           | Anschlag in Jerusalem         | Hamas                                          | palästinensisch-nationalistisch, sunnitisch-islamistisch, islamisch-nationalistisch, islamisch-fundamentalistisch, antizionistisch, antisemitisch | Selbstmordattentäter   | Bus, Israelische Zivilisten             | 11 (+1) | 47        | Israelisch-Palästinensischer Konflikt |
| 23. November 2002 | Indien           | Anschlag in Jammu und Kashmir |                                                | | Landmine               | Militärbus                              | 12      | 23        | Aufstand in Kaschmir                  |
| 24. November 2002 | Indien           | Anschlag in Jammu             | Laschkar-e Taiba                               | salafistisch | Schusswaffen, Granaten | Hindu-Tempel                            | 11 (+2) | 52        | Aufstand in Kaschmir                  |
| 28. November 2002 | Israel           | Anschlag in Bet Sche’an       | al-Aqsa-Märtyrerbrigaden                       | palästinensisch-nationalistisch, antizionistisch, sozialistisch                                                                                   | Granaten, Schusswaffen | Wahllokal, Zivilisten                   | 6 (+2)  | 30        | Israelisch-Palästinensischer Konflikt |

## Dezember
| Datum/Beginn      | Betroffenes Land | Anschlag                     | Täter                         | Politische Ausrichtung                                             | Mittel                                | Ziel                        | Tote    | Verletzte | Hintergrund                       |
| ----------------- | ---------------- | ---------------------------- | ----------------------------- | ------------------------------------------------------------------ | ------------------------------------- | --------------------------- | ------- | --------- | --------------------------------- |
| 02. Dezember 2002 | Indien           | Anschlag in Mumbai           |                               |                                                                    | Sprengsatz                            | Bus                         | 2       | 36        |                                   |
| 07. Dezember 2002 | Bangladesch      | Anschlag in Maimansingh      |                               |                                                                    | Sprengstoff                           | Kinos                       | 17      | 300       |                                   |
| 09. Dezember 2002 | Kolumbien        | Anschlag in Bogotá           | vermutlich FARC-EP            | marxistisch-leninistisch, links-nationalistisch                    | Autobombe                             | Polizeistation              | 0       | 65        | Bewaffneter Konflikt in Kolumbien |
| 13. Dezember 2002 | Kosovo           | Anschlag in Pristina         |                               |                                                                    | Autobombe                             | Restaurant                  | 0       | 32        | Jugoslawienkriege                 |
| 13. Dezember 2002 | Kolumbien        | Anschlag in Bogotá           |                               |                                                                    | Paketbombe                            | Restaurant                  | 0       | 32        | Bewaffneter Konflikt in Kolumbien |
| 16. Dezember 2002 | Kolumbien        | Anschlag in Neiva            | vermutlich FARC-EP            | marxistisch-leninistisch, links-nationalistisch                    | Sprengsatz                            | Telekommunikationsbüro      | 0 (+1)  | 25        | Bewaffneter Konflikt in Kolumbien |
| 17. Dezember 2002 | Spanien          | Anschlag in Collado Villalba | ETA                           | autonomistisch, baskisch-nationalistisch, marxistisch-leninistisch | Schusswaffen                          | Polizisten an Kontrollpunkt | 1       | 2         | Baskischer Konflikt               |
| 27. Dezember 2002 | Russland         | Anschlag in Grosny           | Tschetschenische Separatisten | autonomistisch-tschetschenisch                                     | 3 Selbstmordattentäter mit Autobomben | Regierungsgebäude           | 54 (+3) | 121       | Zweiter Tschetschenienkrieg       |